# سارة وول
سارة وول (بالإنجليزية: Sarah Wall)‏ هي لاعبة كرة الشبكة أسترالية، ولدت في 16 أكتوبر 1984.